# Кульпарковская улица
Кульпа́рковская улица — одна из магистральных улиц во Львове (Украина). Начинаясь от Любинской улицы в районе Пригородного железнодорожного вокзала, за городом переходит в шоссе в направлении города Пустомыты. Пересекает такие крупные улицы, как Владимира Великого и Научная.
В 1970-х годах Кульпарковская улица была расширена, причём старая часть улицы сохранилась и пролегает почти параллельно с правой стороны от домов с № 138 по № 222.
В застройке улицы встречаются классицизм, модерн, конструктивизм и малоэтажная частная застройка, сохранившаяся от прошлых сельских поселений Кульпарков и Скниловок.
По улице проложена троллейбусная линия, проходят маршруты № 22 и 30.

## Название
До начала XX века улица носила название Сокольницкой дороги, поскольку вела в направлении пригородного села Сокольники. С начала XX века называлась Кульпарковской дорогой, по названию поселения Кульпарков, которое она пересекала. В 1938 году часть улицы от Городоцкой до пересечения с железнодорожными путями назвали улицей Обронцув Львова (Защитников Львова) в честь поляков, которые погибли в польско-украинских вооружённых столкновениях 1918 года. Современное название с 1944 года.

## Инфраструктура
- № 35 — Областной кардиологический центр, открыт в 1950-е.
- № 37 — детский сад, открыт в 1950-е.
- № 59 — бывший корпус завода «Кинескоп», переоборудованный под офисный центр.
- № 64-а — жилой комплекс «Парус Парк».
- № 95 — Областная психиатрическая больница; приют для душевнобольных был открыт здесь ещё в австрийский период.
- № 99 — Львовский университет бизнеса и права, лицей «Европейский».
- № 99-б — Львовское отделение института вертебрологии и реабилитации.
- № 114 — загородная вилла конца 19 века.
- № 131 — почтовое отделение и школа спортивного и бального танца.
- № 200 — «Futura Hub», ресторанный и офисный комплекс.
- № 226-а — торгово-развлекательный комплекс «Виктория Гарденс», крупнейший на Западной Украине.

## Галерея
- Средняя часть Кульпарковской улицы
- Южная часть Кульпарковской улицы (в районе пересечения с улицей Владимира Великого и Научной улицей, 2008 год)
- Дом 11
- Дом 114